# Jhoanis Portilla
Jhoanis Carlos Portilla (né le 24 juillet 1990) est un athlète cubain, spécialiste du 110 m haies.
Second des Jeux d'Amérique centrale et des Caraïbes en 2014, le 24 juillet 2015, il porte son record personnel à 13 s 30 lors des Jeux panaméricains à Toronto, temps qu'il confirme pour remporter la médaille d'argent lors des Championnats NACAC à San José.